# Brazos Valley Cavalry FC
El Brazos Valley Cavalry FC es un equipo de fútbol de los Estados Unidos que juega en la USL League Two, la cuarta división de fútbol en el país.

## Historia
Fue fundado en el año 2017 en la ciudad de Bryan, Texas como un equipo híbrido del Houston Dynamo de la MLS y el Clutch Entertainment Group, quien también es dueño de un equipo de béisbol. El Dynamo se encarga de los asuntos deportivos y el CEG se encarga de lo relacionado con asuntos operacionales.
El 16 de enero de 2017 se anuncia a James Clarkson como el primer entrenador del equipo, quien estuvo a cargo de dirigir la academia del Houston Dynamo por 10 años antes de ser entrenador.
El nombre del equipo fue elegido por medio de una votación en febrero de 2017.

## Entrenadores
- James Clarkson (2017-)